# Simferopol (huyện)
Huyện Simferopol (tiếng Ukraina: Сімферопольський район, chuyển tự: Simferopols’kyi raion) là một huyện của tỉnh Krym. Huyện Simferopol có diện tích 1753 km², dân số theo điều tra dân số ngày 5 tháng 12 năm 2001 là 148930 người với mật độ 85 người/km2. Trung tâm huyện nằm ở Simferopol.